# Sawit (Gantiwarno)
Sawit is een bestuurslaag in het regentschap Klaten van de provincie Midden-Java, Indonesië. Sawit telt 1597 inwoners (volkstelling 2010).